# Lucius Tarrutius
Lucius Tarrutius (auch Tarutius und Taruntius)  aus Firmum (daher auch Lucius Tarrutius Firmanus) war ein römischer Philosoph und Astrologe des 1. Jahrhunderts v. Chr.
Er war sowohl mit dem Gelehrten Marcus Terentius Varro als auch mit Marcus Tullius Cicero befreundet.
Für Varro erstellte er das Horoskop des Romulus und berechnete das Gründungsdatum Roms, woraus er dessen weiteres Schicksal ableitete. Demnach wurde Romulus am 23. Choiak des ägyptischen Kalenders im 1. Jahr der 2. Olympiade (24. Juni 772 v. Chr.) in der 3. Tagesstunde, während einer totalen Sonnenfinsternis gezeugt und am 21. Thot im 2. Jahr der 2. Olympiade (d. h. 21. März 771 v. Chr.) geboren. Die Stadt Rom wurde am 9. Pharmouthi zwischen der 2. und 3. Tagesstunde gegründet, wobei das Jahr der Gründung nach Tarrutius nicht überliefert ist. Vermutlich ist es das 1. Jahr der 6. Olympiade, das Datum also der 4. Oktober 754 v. Chr.
Das darauf gegründete Horoskop der Stadt Rom ist bei Solinus überliefert.
Der Mondkrater Taruntius ist nach ihm benannt.